# 司法省 (カナダ)

司法省（しほうしょう、英語：Department of Justice、略称：DOJ、仏語：Ministère de la Justice）は、カナダ連邦政府内で、カナダの司法法務について連邦政府を代表する省庁である。司法省はカナダの司法制度が公正かつ利用可能で効率的であることを確実にする任務を負っている。司法省はまた、連邦政府が政策と法改正を必要に応じ提案すると同時に、連邦政府に法的助言と支援を提供し、裁判所では連邦政府を代表する立場である。
司法省の責務は、このように司法大臣が検事総長を兼ねるという二重の役割を反映している。一般的に、司法大臣は刑法、民法、行政法、先住民の権利などに関する法務行政を担い、検事総長はカナダ政府の最高法務執行官であり、連邦政府に対する訴訟を処理する任務を持つ。
1867年から司法大臣は存在しているが、司法省が設置されたのは1868年になってからであった。司法省の本省はオンタリオ州オタワにある。
2025年に発足したマーク・カーニー内閣の司法大臣兼検事総長は、ゲイリー・アナンダサンガリー（Gary Anandasangaree）である。

## 主な組織
司法省は下記の大臣、組織を管轄している。
- 司法大臣兼検事総長
  - 連邦犯罪被害者オンブズマン
  - 副大臣（Deputy Minister）
  - 最高監査評価責任者（Chief Audit and Evaluation Executive） 
    - 最高顧問 (Chief General Counsel)
    - 広報部長 (Director General, Communications)
    - 司法次官補、ビジネス及び規制法担当
    - 司法次官補、先住民の権利と関係担当
    - 司法次官補、全国訴訟担当
    - 司法次官補、税法担当
    - 司法次官補、市民権、入国管理、公安担当
    - 司法次官補、中央機関担当
    - 司法次官補、公法及び立法サービス担当
    - 司法次官補、経営担当兼最高財務責任者
    - 枢密院書記官及び枢密院事務局次官補 (法務担当) 付顧問

### 業務組織
- 先住民権利関係総局（Indigenous Rights and Relations）
- 公安・防衛・移民総局（Public Safety, Defence and Immigration）
- 税制法務総局（Tax Law Services）
- 会社規制法総局（Business and Regulatory Law）
- 中央省庁総局（Central Agencies）
- 全国訴訟部門局（National Litigation Sector）
- 公衆法務・立法業務局（Public Law and Legislative Services）
- 財務管理総局（Management Sector）
- 企画総務法務総局（Privy Council Office, Legal Services Sector）